# Cnesteboda
Cnesteboda es un género de polillas tortrícidas categorizado en la tribu Tortricini, de la subfamilia Tortricinae. Fue descrito por Józef Razowski en 1990.

## Especies
- Cnesteboda anisocornutana (Razowski, 1964)
- Cnesteboda assamica (Razowski, 1964)
- Cnesteboda celligera (Meyrick, 1918)
- Cnesteboda davidsoni Razowski, 2000
- Cnesteboda facilis (Meyrick, 1912)
- Cnesteboda haruspex (Meyrick, 1912)
- Cnesteboda musculus (Diakonoff, 1948)
- Cnesteboda oenina (Diakonoff, 1976)
- Cnesteboda spinosa (Diakonoff, 1948)
- Cnesteboda variabilis (Diakonoff, 1941)